# バッタ目
バッタ目（バッタもく、Orthoptera）は、昆虫類の分類群の一つ。バッタ、キリギリス、コオロギ、ケラ、カマドウマなどが属するグループである。直翅目（ちょくしもく）とも呼ばれる。
かつてはカマキリ、ナナフシ、ゴキブリ、ガロアムシまで含んだ大きな目で扱われたが、現在はこれらをそれぞれ独立した目として扱う分類法が一般的である。

## 概要
熱帯から寒帯まで、全世界の陸上に広く分布する。種類数は判っているだけで約1万5千種類ほどだが、今後も熱帯雨林地帯を中心に多くの新種が発見されると考えられている。うち日本では150種類以上が知られる。
体は前後に細長く、やや左右に平たいものが多い。触角は単純で長く、特に夜行性のグループであるキリギリス亜目はほとんどが体長よりも長い触角をもつ。
脚の中では特に後脚が長く発達し、移動や敵からの逃走の際によく跳躍する。後脚の腿節には筋肉がつき太くなっている。また、各脚の脛には小さな棘の束がいくつもあり、キリギリス亜目の肉食性の強い種類では獲物を脚で抑えこむため棘が長く鋭く発達する傾向がある。
主に植物の葉上で生活するものは趺節-足先に吸着組織を備える。バッタ亜目では爪間盤、キリギリス亜目では褥盤と呼ばれ、いずれもガラス・プラスチックなどの平滑な面を歩く際に寄与する。
後脚の発達の悪い一部の種類では殆ど跳躍を行わない種類（ケラやカヤキリなど）もある。
口には大顎が発達し、食物をかじって食べる。バッタ亜目はほとんど植物食だが、キリギリス亜目では雑食や肉食のものが多く、肉食の強い種類は天敵に捕獲された際に大顎で噛みつくことも多い。キリギリスなどに噛まれると結構痛い。
一部の種類（ササキリ亜科のクサキリ族（クサキリ、クビキリギス、カヤキリ、ヒサゴクサキリなど）、ツユムシ亜科、ウマオイ亜科、クツワムシ亜科、コオロギではカンタン亜科。）はカマキリのように暗いところで複眼の色が黒っぽく変わる。
成虫には翅があり、これを使って活発に飛ぶものがいる。一方で、翅が鱗状に退化して飛行能力を失ったものや、羽化直後は後翅があって飛べるがしばらく後に後翅が抜け落ちて飛ぶ能力を失うもの等もいる。
キリギリス亜目ではオスの前翅にやすりのような発音器官と共鳴室を備え、前翅をこすり合わせ大きな音を出して鳴く種類が多い。鳴く種類ではオスの前翅の翅脈が複雑になるが、メスの翅脈は前後に単純に伸びる。バッタ亜目にもナキイナゴやショウリョウバッタなど鳴くものがいるが、これらは前翅と後脚、または前翅と後翅をこすり合わせており、キリギリス亜目とは鳴く仕組みが異なる。鳴き声は他個体との通信手段として用いられる。バッタ亜目では後胸部の側面、キリギリス亜目では前脚脛節のつけ根に耳を持っていて、ここで他個体の鳴き声や物音を聞き取る。鳴き声はオスがメスと出会い配偶行動をとるための手段としての他、個体ごとの移動による過剰な拡散を防いだり、危険を感じて鳴き止む事で他の個体にも危険を知らせている、などの意味がある。
腹部は11個の腹節があるが、最後の第11腹節は退化していて、第9腹節と第10腹節にオスの生殖器やメスの産卵管、尾毛（びもう）が集中する。尾毛は触角よりも太くて短いが、コオロギ類ではかなり長く発達する。これもまた触角と同様に周囲を探る感覚器となっている。
生活史は蛹の時期を経ず、卵 - 幼虫 - 成虫という不完全変態を行う。卵は土中や植物の組織内に産み付けられる。バッタ亜目ではメスが腹部を土中に差しこみ、粘性のある体液を分泌し泡立てて卵嚢を作るのに対し、キリギリス亜目ではメスの腹端に長い産卵管があり、これを土中や植物の組織に突き立てて一粒ずつ産卵する。孵化した幼虫は翅がなく体も小さいが、ほぼ親と同じ体型で、親と同じ食物を摂って成長する。

## 分類

### バッタ亜目（雑弁亜目）Caelifera
- バッタ上科 Acridoidea
  - バッタ科 Acrididae - ショウリョウバッタ、ショウリョウバッタモドキ、トノサマバッタ、クルマバッタ、クルマバッタモドキ、イボバッタ、カワラバッタ、マダラバッタ、ツマグロバッタ、ナキイナゴ、ヒロバネヒナバッタ、ヒナバッタ、コバネイナゴ、ハネナガイナゴ、ツチイナゴ、フキバッタ類など多数。
  - Arcypteridae
  - Charilaidae
  - Chrotogonidae
  - Lathiceridae
  - Lentulidae
  - フトスナバッタ科 Pamphagidae
  - セミバッタ科 Pneumoridae
  - Proscopiidae
  - オンブバッタ科 Pyrgomorphidae - オンブバッタ、アカハネオンブバッタ。
- クビナガバッタ上科 Eumastacoidea
  - クビナガバッタ科 Eumastacidae
- ヒシバッタ上科 Tetrigoidea
  - Batrachididae
  - ヒシバッタ科 Tetrigidae - ハラヒシバッタ、ハネナガヒシバッタ、トゲヒシバッタなど。
- ノミバッタ上科 Tridactyloidea
  - ツツケラ科 Cylindrachetidae
  - Rhipipterygidae
  - ノミバッタ科 Tridactylidae - ノミバッタ。

### キリギリス亜目（剣弁亜目）Ensifera
- コオロギ上科 Grylloidea

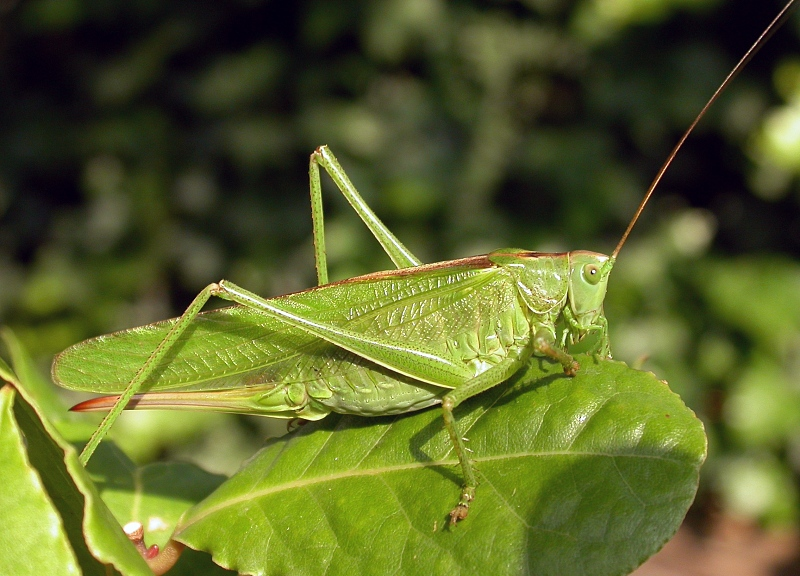
ヤブキリの一種 Tettigonia viridissima （メス）

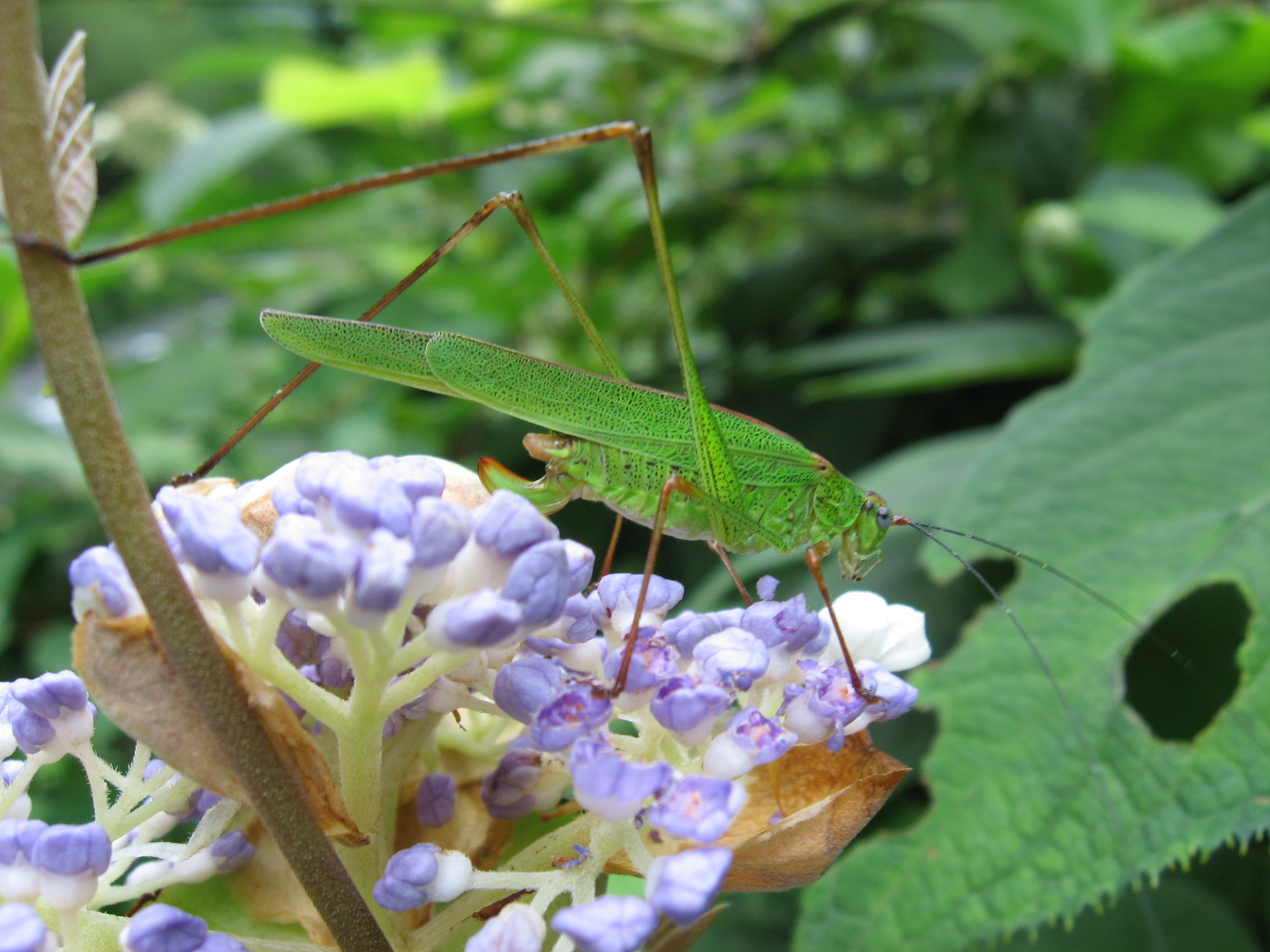
アシグロツユムシのメス Phaneroptera nigroantennata

  - コオロギ科 Gryllidae - エンマコオロギ、ツヅレサセコオロギ、ミツカドコオロギ、オカメコオロギ類、クサヒバリ、マダラスズ、シバスズ、スズムシ、マツムシ、アオマツムシ、カンタンなど多数。
  - ケラ科 Gryllotalpidae - ケラ。
  - カネタタキ科 Mogoplistidae - カネタタキ。
  - アリヅカコオロギ科 Myrmecophilidae - アリヅカコオロギ。
- Hagloidea 上科
  - Prophalangopsidae
- カマドウマ上科 Rhaphidophoroidea
  - カマドウマ科 Rhaphidophoridae - カマドウマ、マダラカマドウマ、クラズミウマ、コノシタウマなど。
  - クチキウマ亜科
- Schizodactyloidea 上科
  - Schizodactylidae
- コロギス上科 Stenopelmatoidea
  - Anostostomatidae - ヤンバルクロギリス、ヤエヤマクロギリス、ジャイアント・ウェタ など
  - Cooloolidae
  - コロギス科 Gryllacrididae - コロギス、ヒノマルコロギス、ハネナシコロギス、コバネコロギス。
  - Stenopelmatidae
- キリギリス上科 Tettigonioidea
  - キリギリス科 Tettigoniidae - キリギリス、ヒメギス、ヤブキリ類、クサキリ、カヤキリ、クビキリギス、ササキリ、ウスイロササキリ、ウマオイ類、ツユムシ、クツワムシ、クダマキモドキ類など多数。